# Association internationale des exorcistes
Pour les articles homonymes, voir AIE.
L'Association internationale des exorcistes (AIE), fondée en 1991 par Gabriele Amorth et René Chenesseau, est une association reconnue par la Congrégation pour le clergé. Elle a pour but de promouvoir la formation des exorcistes catholiques, de favoriser leurs rencontres et d'intégrer leur ministère dans la pastorale ordinaire des Églises locales.

## Histoire
Les bases de l'association sont posées par le père Gabriele Amorth en septembre 1991, avec la création de l'Association italienne des exorcistes, alors que les pratiques occultes se développent depuis les années 1980 chez un nombre croissant de fidèles en difficulté. Rapidement, l'association organise des rencontres avec des exorcistes du monde entier, pour devenir peu à peu une association internationale, sous l'influence de plusieurs prêtres, dont le Français René Chenesseau et le Britannique Jeremy Davies (en),.
Le siège de l'association est situé à Rome, où ont lieu chaque année des rencontres nationales et internationales entre les exorcistes, pour mieux organiser leurs activités en Italie et dans le reste du monde.
Dans un décret signé le 13 juin 2014, la Congrégation pour le clergé approuve les statuts juridiques de l'association, avec le soutien du pape François. L'association regroupe alors près de 250 exorcistes répartis dans plus de 30 pays. En 2019, elle compte 300 membres. Ils sont 905 en 2023.

## Présidents
- Gabriele Amorth, s.s.p. (1991-2000)
- Giancarlo Gramolazzo (en) (2000-2010)
- Cipriano de Meo, o.f.m. cap. (2010-2012)
- Francesco Bamonte, de la Congrégation des Servi del Cuore Immacolato di Maria (serviteurs du Cœur Immaculé de Marie), (2012-2023)[7]
- Karel Orlita, exorciste tchèque, canoniste et théologien (depuis 2023)[7]